# Sabato sera, domenica mattina
(Arthur)
Sabato sera, domenica mattina (Saturday Night and Sunday Morning) è un film del 1960, diretto da Karel Reisz, tratto dall'omonimo romanzo di Alan Sillitoe e adattato per il cinema dallo stesso autore.
Esordio nel lungometraggio di Reisz, dopo due opere brevi documentarie, Momma Don't Allow (1955) e We Are the Lambeth Boys (1958), è uno dei primi e più importanti risultati del movimento cinematografico britannico conosciuto come Free cinema.
Ebbe un grande successo non solo di critica, ma anche di pubblico e lanciò la carriera cinematografica dell'attore teatrale Albert Finney, «irresistibile» nel ruolo del giovane operaio Arthur Seaton, dopo che aveva esordito quello stesso anno in Gli sfasati di Tony Richardson.

## Riconoscimenti
- 1961 - British Academy of Film and Television Arts
  - BAFTA al miglior film
  - BAFTA alla migliore attrice protagonista (Rachel Roberts)
  - BAFTA al miglior esordiente (Albert Finney)
- 1961 - National Board of Review
  - Miglior attore (Albert Finney)
  - Nella lista dei migliori film stranieri dell'anno

Nel 1999 il British Film Institute l'ha inserito al quattordicesimo posto della lista dei migliori cento film britannici del XX secolo.

## Critica
Il Dizionario Mereghetti esprime un giudizio ampiamente positivo («A una grande libertà di forma e struttura si accompagna uno spirito demistificante e uno sguardo analitico sulla società») e lo definisce invecchiato meglio rispetto ad altri film del Free cinema, per «il suo umorismo caustico» e «il suo ritmo da commedia brillante».
Per il Dizionario Morandini «un ottimo film sulla classe operaia inglese, sociologicamente e politicamente azzeccato.»